# Ignác Krecsányi
Ignác Krecsányi (n. 31 martie 1844, Marghita, Imperiul Austriac – d. 13 decembrie 1923, Budapesta, Regatul Ungariei) a fost un actor și director de teatru maghiar. A fost fratele cântăreței de operă Sarolta Krecsányi, al actriței, cântăreței și regizoarei de teatru Katalin Krecsányi și al lui Kálmán Krecsányi, comandant adjunct al poliției din Budapesta, și tatăl actriței Veron Krecsányi.

## Biografie
Ignác Krecsányi s-a născut pe 31 martie 1844 la Marghita, unde tatăl lui era un meseriaș cunoscut. A urmat studii la școlile călugărilor piariști. Și-a început cariera de actor în 1863 în trupa lui György Molnár de la Teatrul Popular din Budapesta, unde a jucat roluri de îndrăgostit și a cântat în cor. Munca de actor era prost plătită, așa că Ignác Krecsányi a părăsit temporar lumea teatrului și a lucrat între anii 1868-1873 a lucrat pe post de corector și revizor la Editura Athenaeum din Pesta, colaborând în paralel la mai multe publicații.
În octombrie 1873, adunând 1600 de forinți, a înființat o trupă teatrală la Kecskemét, cu care a pus în scenă piese de teatru în orașe cu populație bilingvă precum Bratislava, Fiume, Košice, Timișoara, Debrețin, Arad, Buda, mai ales în Slovacia, Transilvania, Transcarpatia și sudul Regatului Ungariei. Trupa lui a jucat în anii 1874-1875 pe scena teatrului din Satu Mare.
În 1875 s-a căsătorit cu Veron Kiss (8 septembrie 1855, Arad – 15 noiembrie 1936, Budapesta), care fusese cântăreață de operetă și devenise actriță în 1873 în trupa lui Ignác Krecsányi și în 1883 a avut primul succes la Buda cu trupa Krisztinavárosi Színkörben.
El a fost un director de teatru competent ce avea un excelent fler artistic și a descoperit și promovat tinerele talente. A condus succesiv teatrele din Miskolc (1876), Subotica (1877-1879), Košice (1879-1881) și Debrețin (1881-1885). În 1883 a preluat conducerea trupei Budai Színkör, cu care a organizat spectacole la Budapesta în stagiunea de vară. Krecsányi a venit la Timișoara în 1888, semnând un acord cu primăria orașului Timișoara pentru organizarea de reprezentații teatrale în limba maghiară în stagiunea septembrie-februarie (restul stagiunii fiind oferită trupei teatrale germane venite de la Bratislava). El a montat spectacole la Timișoara până în anul 1914, reușind să atragă publicul maghiar în sala de spectacole prin crearea unui repertoriu potrivit și prin decontarea transportului.
În trupa sa și-au început cariera Sándor Somló, Oszkár Beregi, Vilma Medgyaszay și Béla Környey. Repertoriul conținea atât piese scrise de autori clasici, cât și piese scrise de autori moderni, de la Shakespeare la Ibsen și Hauptmann, precum și piese maghiare ca Bánk Bán și Tragedia omului. Spectacolul cu piesa Azilul de noapte a lui Maxim Gorki, a fost cel mai cunoscut spectacol al Budai Színkör. De asemenea, a pus periodic în scenă spectacole de operă după creațiile lui Wagner (Tannhäuser, Lohengrin, Olandezul zburător) în orașele din provincie.
A răspândit cultura teatrală maghiară către publicul unor orașe cu o populație majoritar germană. A redactat anuarele Színházi Naptár și Thália Emléknaptár și a colaborat la revistele Színpad (Scena, din 1869), Színészeti Közlöny (Revista Artiștilor, între 1879-1880) și Színészek Lapja (Foaia Actorilor). Valoroasa lui colecție de istorie a teatrului (3 volume de manuscrise, 1139 de afișe de teatru și un album) se află în prezent la Muzeul Național Maghiar.
În 1914 și-a încheiat prestigioasa carieră artistică la Budapesta, unde a murit pe 13 decembrie 1923.

## Roluri principale
- Rákóczi (Ede Szigligeti: II. Rákóczi Ferenc fogsága)
- Iskarioth (A. Váradi)
- Dózsa (Mór Jókai), Viola (J. Szigeti)

## Colaborări teatrale
- 1864: Trupa Béla Szilágyi
- 1865: Trupa Endre Latabár Endre
- 1866: Sátoraljaújhely, Miskolc
- 1867: Teatrul Popular din Buda
- 1868: Trupa Gerő Aradi

## Director de teatre
- 1873: Kecskemét
- 1874: Satu Mare
- 1875: Maramureș
- 1876: Miskolc
- 1877-1879: Subotica
- 1879-1881: Košice
- 1881-1885: Debrețin
- 1885-1888: Arad, Oradea
- 1888-1899: Timișoara, Bratislava, Buda
- 1899-1902: Szeged, Hódmezővásárhely, Fiume
- 1902-1914: Timișoara, Buda

## Actori din trupa lui Krecsányi (selecție)
- Endre Almássy
- Ede Bánáti
- Oszkár Beregi
- Antal Bokody
- Júlia Dormán
- Kálmán Egri
- Lenke Egyed
- Emil Ernyei
- Károly Ferenczy (actor)
- Emil Győri
- Mari Hegyesi
- Mariska Karácsonyi
- Paula Kende
- Mihály Kiss
- János Körmendy
- Béla Környey
- Júlia Maár
- Dénes Makray
- Vilma Medgyaszay
- Mátyás Nyilasi
- Sándor Peterdi
- Sándor Somló
- Malvin Szterényi
- Béla Tóvölgyi
- István Végh

## Scrieri
- A magyar színészet térfoglalása Budán 1883-ban (Timișoara, 1910)
- Régi dolgok – régi színészetről (Timișoara, 1914)

## Galerie

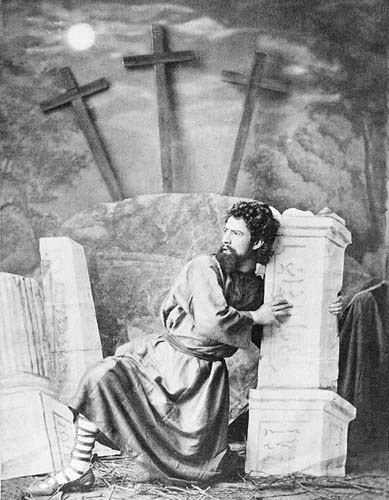
Antal Váradi: Iskarioth. Nemzeti Színház, 1877. Ignác Krecsányi în rolul titular
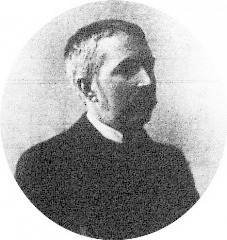
Kálmán Krecsányi
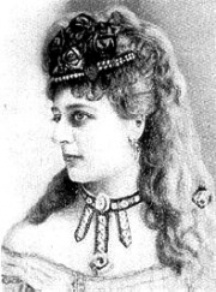
Sarolta Krecsányi
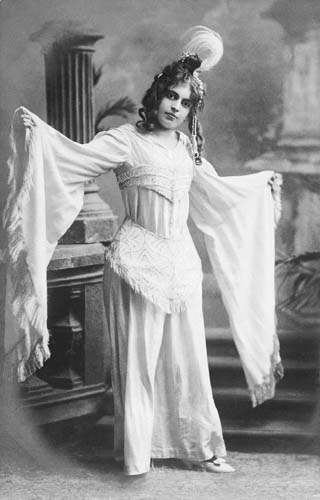
Vera Krecsányi